# Крёстный отец (медиафраншиза)
«Крёстный отец» (англ. The Godfather) — трилогия американских криминальных фильмов режиссера Фрэнсиса Форда Копполы, вдохновленная одноименным романом 1969 года итало-американского писателя Марио Пьюзо. Фильмы рассказывают о судебных процессах над вымышленной итальянско-американской мафиозной семьей Корлеоне, чей патриарх Вито Корлеоне становится крупной фигурой в американской организованной преступности. Его преемником становится его младший сын Майкл Корлеоне. Фильмы были распространены Paramount Pictures и выпущены в 1972, 1974 и 1990 годах. Серия добилась успеха в прокате: фильмы заработали от 430 до 517 миллионов долларов по всему миру. Многие считают «Крестного отца» и «Крестного отца 2» двумя величайшими фильмами всех времен.

## Кассовые сборы
| Фильм           | Дата релиза     | Кассовые сборы | Кассовые сборы | Кассовые сборы           | Бюджет             |
| Фильм           | Дата релиза     | США            | За рубежом     | Весь мир                 | Бюджет             |
| --------------- | --------------- | -------------- | -------------- | ------------------------ | ------------------ |
| Крестный отец   | 15 марта 1972   | $134 966 411   | $111 154 563   | $246 120 974—287 258 196 | $6–7.2 миллионов   |
| Крестный отец 2 | 20 декабря 1974 | $47 834 595    | $45 435 594    | $93 270 189              | $13 миллионов      |
| Крестный отец 3 | 25 декабря 1990 | $66 666 062    | $70 100 000    | $136 766 062             | $54 миллиона       |
| Общие           | Общие           | $249 467 068   | $226 690 157   | $476 157 225-517 294 647 | $73-74.2 миллионов |

## Отзывы
| Фильм                                 | Rotten Tomatoes | Metacritic |
| ------------------------------------- | --------------- | ---------- |
| Крестный отец                         | 97 %            | 100        |
| Крестный отец 2                       | 96 %            | 90         |
| Крестный отец 3                       | 68 %            | 60         |
| Крестный отец: Смерть Майкла Корлеоне | 86 %            | 76         |

## Награды

### Премия «Оскар»
| Категория                     | Фильмы                                                     | Фильмы                                                                         | Фильмы                                                         |
| Категория                     | Крёстный отец                                              | Крёстный отец 2                                                                | Крёстный отец 3                                                |
| ----------------------------- | ---------------------------------------------------------- | ------------------------------------------------------------------------------ | -------------------------------------------------------------- |
| Фильм                         | Победа (продюсер: Альберт С. Радди)                        | Победа (продюсеры: Фрэнсис Форд Коппола, Грэй Фредериксон, Фред Роос)          | Номинация (продюсер: Фрэнсис Форд Коппола)                     |
| Режиссура                     | Номинация (Фрэнсис Форд Коппола)                           | Победа (Фрэнсис Форд Коппола)                                                  | Номинация (Фрэнсис Форд Коппола)                               |
| Адаптированный сценарий       | Победа (Фрэнсис Форд Коппола, Марио Пьюзо)                 | Победа (Фрэнсис Форд Коппола, Марио Пьюзо)                                     |                                                                |
| Мужская роль                  | Победа (Марлон Брандо)                                     | Номинация (Аль Пачино)                                                         |                                                                |
| Мужская роль второго плана    | Номинация (Джеймс Каан)                                    | Победа (Роберт Де Ниро)                                                        | Номинация (Энди Гарсиа)                                        |
| Мужская роль второго плана    | Номинация (Роберт Дюваль)                                  | Номинация (Майкл В. Гаццо)                                                     | Номинация (Энди Гарсиа)                                        |
| Мужская роль второго плана    | Номинация (Аль Пачино)                                     | Номинация (Ли Страсберг)                                                       | Номинация (Энди Гарсиа)                                        |
| Женская роль второго плана    |                                                            | Номинация (Талия Шайр)                                                         |                                                                |
| Музыка к фильму               | Снята с номинации (Нино Рота)                              | Победа (Нино Рота, Кармайн Коппола)                                            |                                                                |
| Песня к фильму                |                                                            |                                                                                | Номинация (Кармайн Коппола, Джон Беттис)                       |
| Работа художника-постановщика |                                                            | Победа (постановщики: Дин Тавуларис и Энджело Грэм; декоратор: Джордж Нельсон) | Номинация (постановщик: Дин Тавуларис; декоратор: Гари Феттис) |
| Операторская работа           |                                                            |                                                                                | Номинация (Гордон Уиллис)                                      |
| Монтаж                        | Номинация (Уильям Рейнольдс, Питер Зиннер)                 |                                                                                | Номинация (Бэрри Малкин, Лиза Фрухтман, Уолтер Мёрч)           |
| Дизайн костюмов               | Номинация (Анна Хилл Джонстоун)                            | Номинация (Теадора Ван Ранкл)                                                  |                                                                |
| Звук                          | Номинация (Бад Гренцбах, Ричард Портман, Кристофер Ньюман) |                                                                                |                                                                |

1. ↑  Данная номинация была снята после того, как выяснилось, что одна из музыкальных тем саундтрека ранее звучала в итальянской картине 1958 года «Фортунелла». Было проведено повторное голосование, и в результате пятым номинантом в данной категории стал Джон Эддисон за саундтрек к фильму «Игра на вылет»

## Другие медиа

### Компьютерные игры
| Игра                    | Metacritic                                                                                  |
| ----------------------- | ------------------------------------------------------------------------------------------- |
| The Godfather: The Game | (PC) 72/100 (PS2) 75/100 (PS3) 70/100 (PSP) 59/100 (WII) 77/100 (X360) 77/100 (Xbox) 77/100 |
| The Godfather II        | (PC) 63/100 (PS3) 67/100 (X360) 65/100                                                      |

В 1991 году состоялся релиз первой игры по вселенной «Крёстного отца» на платформы Amiga, Atari ST и MS-DOS. Сюжетно игра охватывала все три фильма и состояла из пяти уровней.
В 2005 году, издательская компания Electronic Arts объявила о скором релизе игры по мотивам первого фильма. В 2006 году состоялся релиз The Godfather: The Game, игра получила положительные отзывы критиков на всех платформах, за исключением PlayStation Portable где игру критиковали за плохо настроенное управление камеры, скучные и быстрые миссии, а также различия с сюжетом.
В 2009 году состоялся релиз The Godfather II, которое сюжетно связано уже со вторым фильмом франшизы. Игра получила смешанные отзывы от критиков на всех платформах.
В 2017 состоялся релиз мобильной игры The Godfather: Family Dynasty.

### Театр
В июне 2019 года состоялась мировая премьера балета «Крестный отец». Главные роли исполнили Артур и Айгуль Альмухаметовы.

### Кино
В 2022 году состоялась премьера десяти серийного сериала «Предложение» где рассказывается история создания экранизации фильмов «Крёстный отец».
В 2024 году выходит фильм «Вальсируя с Брандо», действие которого сосредоточено между 1969 и 1974 годами, в течение которых Марлон Брандо в исполнении Билли Зейна в т.ч. готовился к съёмкам в фильме «Крёстный отец».
Также в производстве находится драма «Фрэнсис и Крёстный отец» о трудностях, с которыми пришлось столкнуться создателям первого фильма трилогии.